# Unité urbaine de Roanne
L’unité urbaine de Roanne est une unité urbaine centrée sur la ville de Roanne, sous-préfecture de la Loire, en région Auvergne-Rhône-Alpes.

## Données générales
Dans le zonage réalisé en 2010, l'unité urbaine était composée de quinze communes.
Dans le nouveau zonage réalisé en 2020, elle est composée des quinze mêmes communes.
En 2022, avec 81 284 habitants, elle représente la 2e unité urbaine du département de la Loire et occupe le 12e rang dans la région Auvergne-Rhône-Alpes.
En 2022, sa densité de population s'élève à 437 hab/km2. Par sa superficie, elle ne représente que 3,9 % du territoire départemental mais, par sa population, elle regroupe 10,53 % de la population du département de la Loire.

## Composition 2020 de l'unité urbaine
Elle est composée des quinze communes suivantes :
| Nom                      | Code Insee | Département | Statut       | Superficie (km2) | Population (dernière pop. légale) | Densité (hab./km2) | Modifier                                    |
| ------------------------ | ---------- | ----------- | ------------ | ---------------- | --------------------------------- | ------------------ | ------------------------------------------- |
| Roanne (ville-centre)    | 42187      | Loire       | ville-centre | 16,12            | 35 364 (2022)                     | 2 194              | modifier les données · modifier les données |
| Commelle-Vernay          | 42069      | Loire       | banlieue     | 12,41            | 3 041 (2022)                      | 245                | modifier les données · modifier les données |
| Le Coteau                | 42071      | Loire       | banlieue     | 4,89             | 6 893 (2022)                      | 1 410              | modifier les données · modifier les données |
| Mably                    | 42127      | Loire       | banlieue     | 32,80            | 7 246 (2022)                      | 221                | modifier les données · modifier les données |
| Notre-Dame-de-Boisset    | 42161      | Loire       | banlieue     | 9,10             | 573 (2022)                        | 63                 | modifier les données · modifier les données |
| Pouilly-les-Nonains      | 42176      | Loire       | banlieue     | 10,23            | 2 165 (2022)                      | 212                | modifier les données · modifier les données |
| Renaison                 | 42182      | Loire       | banlieue     | 23,04            | 3 220 (2022)                      | 140                | modifier les données · modifier les données |
| Riorges                  | 42184      | Loire       | banlieue     | 15,51            | 11 034 (2022)                     | 711                | modifier les données · modifier les données |
| Saint-Alban-les-Eaux     | 42198      | Loire       | banlieue     | 7,75             | 909 (2022)                        | 117                | modifier les données · modifier les données |
| Saint-André-d'Apchon     | 42199      | Loire       | banlieue     | 13,44            | 1 942 (2022)                      | 144                | modifier les données · modifier les données |
| Saint-Haon-le-Châtel     | 42232      | Loire       | banlieue     | 0,87             | 630 (2022)                        | 724                | modifier les données · modifier les données |
| Saint-Haon-le-Vieux      | 42233      | Loire       | banlieue     | 16,34            | 961 (2022)                        | 59                 | modifier les données · modifier les données |
| Saint-Léger-sur-Roanne   | 42253      | Loire       | banlieue     | 4,51             | 1 159 (2022)                      | 257                | modifier les données · modifier les données |
| Saint-Vincent-de-Boisset | 42294      | Loire       | banlieue     | 4,11             | 972 (2022)                        | 236                | modifier les données · modifier les données |
| Villerest                | 42332      | Loire       | banlieue     | 14,82            | 5 175 (2022)                      | 349                | modifier les données · modifier les données |

## Évolution démographique
| 1968   | 1975   | 1982   | 1990   | 1999   | 2006   | 2011   | 2016   | 2022   |
| ------ | ------ | ------ | ------ | ------ | ------ | ------ | ------ | ------ |
| 84 151 | 90 779 | 88 472 | 84 599 | 81 660 | 79 398 | 80 512 | 80 022 | 81 284 |

#### Données générales
- Unité urbaine en France
- Aire d'attraction d'une ville
- Liste des unités urbaines de France

#### Données démographiques en rapport avec l'unité urbaine de Roanne
- Aire d'attraction de Roanne
- Arrondissement de Roanne

#### Données démographiques en rapport avec la Loire
- Démographie de la Loire